# 安東尼·盧比斯
安東尼·洛佩斯（葡萄牙語：Anthony Lopes，發音：[ˈɐ̃ntõni ˈlɔpɨʃ]；1990年10月1日—），是葡萄牙職業足球運動員，司職守門員，現效力於法國足球甲級聯賽球隊南特。曾效力葡萄牙國家足球隊。

## 俱樂部生涯
洛佩斯在法甲的首次亮相是在2013年4月28日，協助里昂在主场1-1战平圣埃蒂安。

## 國家隊生涯
2016年洛佩斯隨隊獲得歐洲盃冠軍。

## 個人生活
洛佩斯和他的家人支持波尔图足球俱乐部，這反映了他們的北方血統。他的父親從嬰兒時期就居住在巴塞卢什，而他的法國出生的母親其父母來自葡萄牙杜羅河畔米蘭達。

## 統計
最後更新：2016年5月15日
| 球會     | 球會     | 球會             | 聯賽 | 聯賽 | 盃賽 | 盃賽 | 聯賽盃 | 聯賽盃 | 歐洲賽 | 歐洲賽 | 合計 | 合計 |
| 球季     | 球會     | 聯賽             | 出場 | 入球 | 出場 | 入球 | 出場   | 入球   | 出場   | 入球   | 出場 | 入球 |
| -------- | -------- | ---------------- | ---- | ---- | ---- | ---- | ------ | ------ | ------ | ------ | ---- | ---- |
| 2012–13  | 里昂     | 法國足球甲級聯賽 | 5    | 0    | –    | –    | 1      | 0      | 1      | 0      | 7    | 0    |
| 2013–14  | 里昂     | 法國足球甲級聯賽 | 32   | 0    | –    | –    | 4      | 0      | 13     | 0      | 49   | 0    |
| 2014–15  | 里昂     | 法國足球甲級聯賽 | 38   | 0    | 2    | 0    | 1      | 0      | 4      | 0      | 45   | 0    |
| 2015–16  | 里昂     | 法國足球甲級聯賽 | 37   | 0    | 4    | 0    | 0      | 0      | 6      | 0      | 47   | 0    |
| 生涯統計 | 生涯統計 | 生涯統計         | 112  | 0    | 6    | 0    | 6      | 0      | 24     | 0      | 148  | 0    |

## 榮譽

### 國家隊
葡萄牙
- 歐洲國家盃冠軍：2016年

### 勳章
- 功績勳章指揮官級：2016年

## 外部連結
- 安東尼·盧比斯在《隊報》足球中的档案 （法文）
- Soccerway資料庫：安東尼·盧比斯
- 安東尼·盧比斯於ForaDeJogo的個人資料
- National team data （页面存档备份，存于） （葡萄牙文）
- 安東尼·盧比斯在 National-Football-Teams.com 上的出场纪录